# قضیه منلائوس

قضیه منلائوس: حالت اول پاره خطDEF از داخل مثلث ABC می‌گذرد.

قضیه مِنِلائوس از قضایای مهم هندسه است که بیان می‌دارد چنانچه خطی (در شکل EF) دو ضلع مثلثی (مثلث ABC در شکل ) را قطع کند آنگاه رابطۀ زیر برای آن برقرار است:
{\displaystyle {\frac {AF}{FB}}\times {\frac {BD}{DC}}\times {\frac {CE}{EA}}=1.}
یا به صورت دیگر:
{\displaystyle AF\times BD\times CE=FB\times DC\times EA.}
این قضیه از پاره خط های علامتدار استفاده می‌کند. به عبارت دیگر طول پاره خط  AB با توجه به اینکه نقطۀ A سمت راست B قرار دارد می‌تواند مثبت یا منفی تعریف شود.مثلا  اگر F بین A و B باشد، نسبت AF به FB مثبت می‌شود و در غیر این صورت این مقدار منفی می‌شود.
عکس قضیه نیز برقرار است:
اگر نقاط  D ,E,F  طوری روی اضلاع مثلث انتخاب شوند که رابطۀ زیر برقرار باشد:
{\displaystyle {\frac {AF}{FB}}\times {\frac {BD}{DC}}\times {\frac {CE}{EA}}=1.}آنگاه نقاط D ,E ,F هم‌خط هستند.
قضیه منلائوس شباهت زیادی به قضیه سوا دارد.
منلائوس آن را در کتابش با نام Sphaerica نوشته است. این قضیه از مبانی مثلثات کروی می‌باشد.

## کار ریاضیدانان مسلمان
از ریاضی دانان مسلمان و ایرانی ثابت ابن قره نخستین بار در مورد این قضیه اثر لمعه ارشمیدس را ترجمه کرده خواجه نصیر الدین طوسی بر آن شرحی نوشت . 
بعدها ابوالحسن علی بن احمد نسوی نیز در کتاب خود الاشباع این شرح را ادامه داد.

## منبع
- Carl B. Boyer, A history of mathematics, 2nd edition, by John Wiley & Sons, Inc. 1991